# Lovarda (Prága)

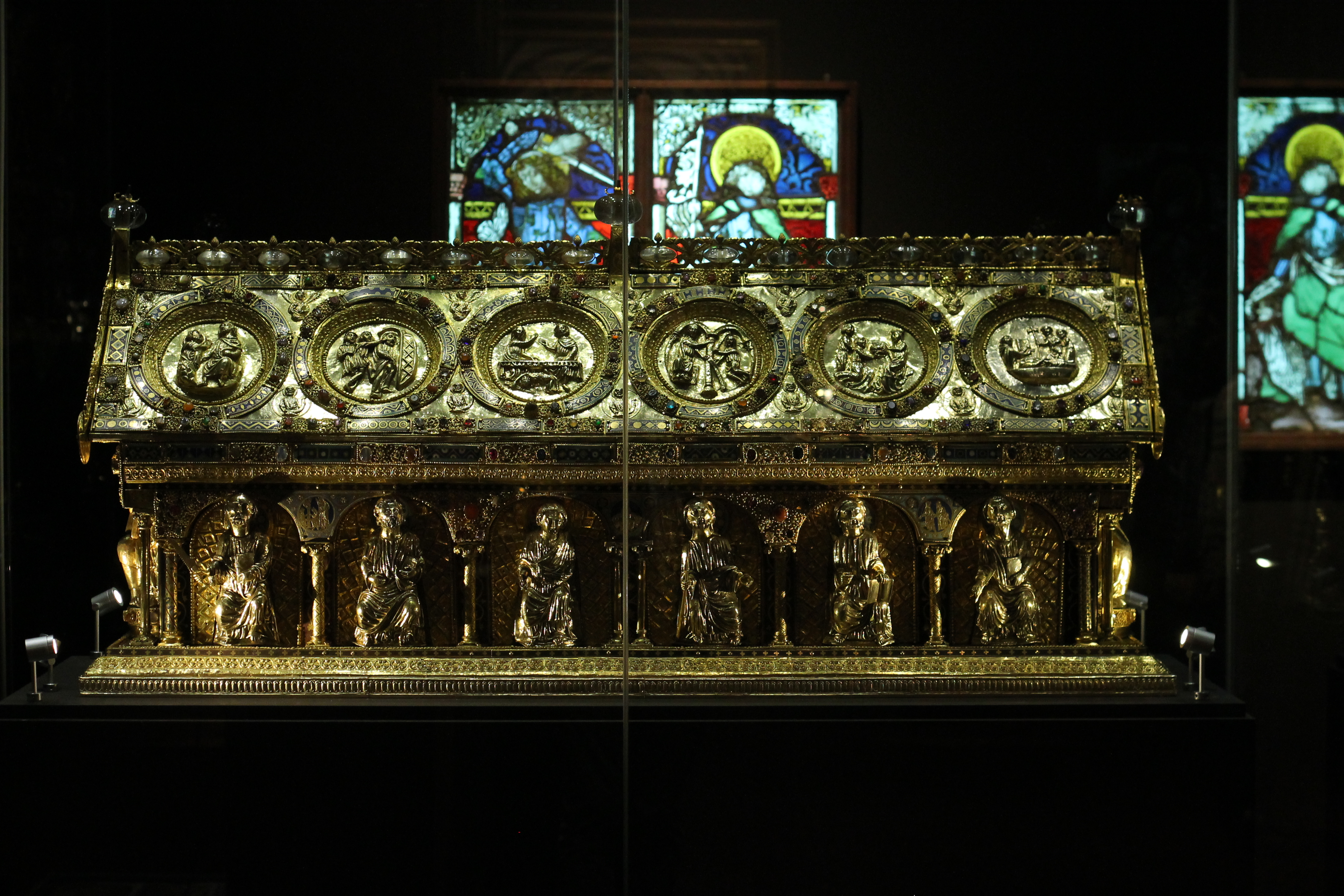
Prágai szent Mór ereklyetartója az állandó kiállításon

A prágai vár lovardája (csehül: Jízdárna Pražského hradu) barokk épülete a Lőpor híd északi végében áll (U Prasneho mostu 55; GPS: 50°5′23.591″N, 14°23′59.79″E). Az utca túlsó (keleti) oldalán a Királyi kertek zöldellnek, az lovarda mellett (a Lőpor híd alatt) húzódó Szarvas-ároknak ezen a szakaszán volt a királyi fácánoskert a hozzá tartozó tavacskával, amit egyrészt halastónak, másrészt a kertek öntözésére használtak. Manapság az egykori fácánoskert mögött a köztársasági elnök villája van; ezt eredetileg Lumbe-villának hívták, és a Lumbe-kertben áll.

## Története
1694-ben építette Jean-Baptiste Mathey tervei alapján Giacomo Antonio Canevalle az úri közönség lovagoltatására; korábban az urak a Királyi kertekben álló Labdaházban játszottak lovas labdajátékokat. A stukkódíszeket Giovanni Pietro Pallari készítette.
Az urak és hölgyek nyáron az épület melletti szabad térségen lovagoltak — annak egy része volt a Nyári lovarda, a másik pedig a Lovasudvar. Az épületet ekkor Téli lovardának hívták. A kezdőket szakképzett mesterek oktatták a lovaglás alapelemeire, a haladók pedig különböző tornákon és lovas versenyeken mérhették össze tudásukat.
A téli lovarda 1760-ban leégett, de újjáépítették — ekkor kapta máig fennmaradt tetőszerkezetét. II. József uralkodása alatt a Labdaházzal és a Nyári palotával együtt katonai raktárrá alakították át.
Az épületet a második világháború alatt a német megszállók nyugati szárnnyal egészítették ki. A világháború után az egykori nyári lovarda helyén a köztársasági elnök hivatalának garázsait és autószerelő műhelyét rendezték be.
1948–1949-ben a (téli) lovardát Pavel Janák tervei alapján rekonstruálták. Janák a garázsok és műhelyek lapos tetejét parkosította; ez a park ma a Lovarda terasza. Nem rombolta le a nyugati szárnyat, és javasolta, hogy a meggyengült szerkezetű, de kiváló akusztikájú épületet ne annyira képtárnak, mint inkább koncertteremnek használják.
A Lovarda mai arculata az 1950–1956 között elvégzett Ladislav Labus-féle átalakítás eredménye. Labus először is elbontotta a háborús toldalékokat, helyreállítva az épület eredeti arányait. Újranyitotta a befalazott ablakokat, liftet épített be és egyéb módokon korszerűsítette az épületet, amit azóta egyaránt használnak galériának és műcsarnoknak, illetve koncertteremnek.

## Az épület
Az L alakú épület hosszabb és vastagabb szára volt a tulajdonképpeni lovarda, a rövidebb és keskenyebb szárnyban az istállókat és kiszolgáló létesítményeket helyezték el.
Az utcára nyíló homlokzatát ugró lovakat ábrázoló stukkó reliefen ugró lovakat, valamint egy törököt és egy szerecsent láthatunk. A birodalmi sast ábrázoló reliefet 1918 után eltávolították. A tágas ablakok az épület teraszára néznek. 
Az épület belső berendezése a barokk külsőtől eltérően egyszerű, funkcionalista. A keskenyebb szárny földszintén kávézó és könyvesbolt fogadja a látogatókat, a szélesebb szárnyban van a galéria és a koncertterem.

## Terasza
A teraszon (az elnök garázsának tetején, az egykori, szabadtéri nyári lovarda helyén) zöldellő, időnként „Janák kertecskéjének” is nevezett kertet 1950-ben tervezte Pavel Janák; kialakítása hat évig tartott. A szép környezetben időnként koncerteket és más kulturális eseményeket rendeznek. A teraszról nagyszerű kilátás nyílik a prágai várra.